# Sikang
Sikang eller Xikang eller Hsikang (kinesiska: 西康省; pinyin: Xīkāng Shěng) var en provins som var belägen i den sydvästra delen av Republiken Kina. Den östra delen av provinsen var bebodd av olika etniska grupper som hankineser, yifolket, Qiangfolket och tibetaner, medan det i den västra delen av provinsen fanns etniska tibetaner. Provinsen omfattade större delen av den gamla tibetanska provinsen Kham. Kring år 1937 hade provinsen en yta på 371 599 km2 och 968 187 invånare. Provinsens huvudstad var Kangding från 1939 till 1951 och Ya'an från 1951 till 1955. Provinsen hade 1954 en population på cirka 3,4 miljoner.
En föregångare till provinsen grundades strax efter Xinhairevolutionen 1911 under beteckningen Chuanbian (川邊) som blev ett särskilt administrativt område (川邊特別行政區). Kinesiska och tibetanska styrkor kämpade länge om överhögheten i området. I samband med att Republiken Kinas regering flydde till Chongqing under andra sino-japanska kriget 1937 stärktes det kinesiska inflytandet i området och 1939 grundades provinsen Sikang med Kangting som huvudstad.
I samband med Folkrepubliken Kinas grundande omvandlades provinsen till ett "autonomt område", men 1955 avskaffades detta, och området delades  mellan Sichuan och Tibet. De autonoma prefekturerna Garzê och Liangshan samt städerna på prefekturnivå Panzhihua och  Ya'an hör idag till Sichuan, medan städerna på prefekturnivå  Chamdo och Nyingtri hör till Tibet.